# 용궁초등학교 장평분교
용궁초등학교 장평분교는 경상북도 예천군에 있었던 초등학교이다.

## 연혁
- 1934년 5월 19일 용궁공립보통학교 부설 덕계간이학교
- 1941년 4월 1일 용궁동부국민학교로 승격
- 1953년 6월 19일 장평국민학교로 개칭
- 1996년 3월 1일 장평초등학교로 개칭
- 1999년 9월 1일 용궁초등학교 장평분교
- 2009년 3월 1일 폐교